# L'ultima preghiera dei martiri cristiani
L'ultima preghiera dei martiri cristiani (La Dernière Prière des martyrs chrétiens) è un dipinto a olio su tela del pittore francese Jean-Léon Gérôme, realizzato nel 1883. L'opera è conservata al Walters Art Museum di Baltimora.

## Storia
All'epoca di Gérôme, alcuni storici rivalutarono l'entità della persecuzione dei cristiani nella Roma antica, facendo notare come in certi casi il martirio fosse stato "abbellito" dai teologi. I cristiani che non rinunciavano alla loro fede venivano inviati nell'arena affinché i loro corpi venissero sbranati e distrutti dalle fiere, cercando di rendere impossibile la resurrezione. I martiri venivano anche bruciati su delle croci.

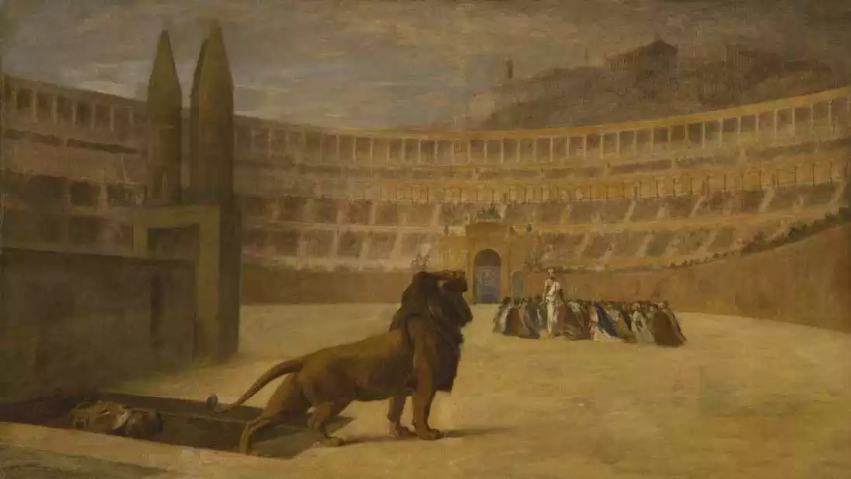
Uno schizzo dell'opera, oggi conservato nello Utah.

Nel 1863 il quadro venne commissionato dal filantropo e collezionista d'arte statunitense William Thompson Walters, il quale scrisse una lettera nella quale definì con precisione tutti i particolari del dipinto. Gérôme realizzò vari schizzi a olio e a inchiostro su tela per la propria opera. Uno dei disegni è attualmente conservato al museo di belle arti dello Utah. Nel 1883, Gérôme completò il quadro che, secondo la critica, è divenuta una delle opere più importanti sulla storia romana. Dopo la morte di William Walters nel 1894, il dipinto e tutta la sua collezione vennero ereditate dal figlio Henry. Per il bene del pubblico, Henry Walters lasciò in eredità la galleria che aveva aperto al pubblico in precedenza al sindaco e al consiglio municipale di Baltimora. 
Dopo la sua morte nel 1931, il quadro divenne di proprietà del museo baltimorese, che aprì i battenti il 3 novembre 1934. La tela fu soggetta a tre restauri, nei quali venne pulita più volte e venne riverniciata.

## Descrizione
La scena si svolge nel Circo Massimo di Roma, come dimostrato dalla forma dell'arena, le due mete che segnano la fine del muro centrale (la spina), la porta trionfale situata in fondo e le tracce lasciate nella sabbia dalle ruote dei carri. In realtà nel Circo Massimo non avvennero mai dei martirii di cristiani, e la struttura è molto più simile al Colosseo (nemmeno l'anfiteatro, tuttavia, fu teatro dei martirii). In questo caso l'artista (noto per il realismo storico delle sue opere) antepose la drammaticità della scena alla storicità.

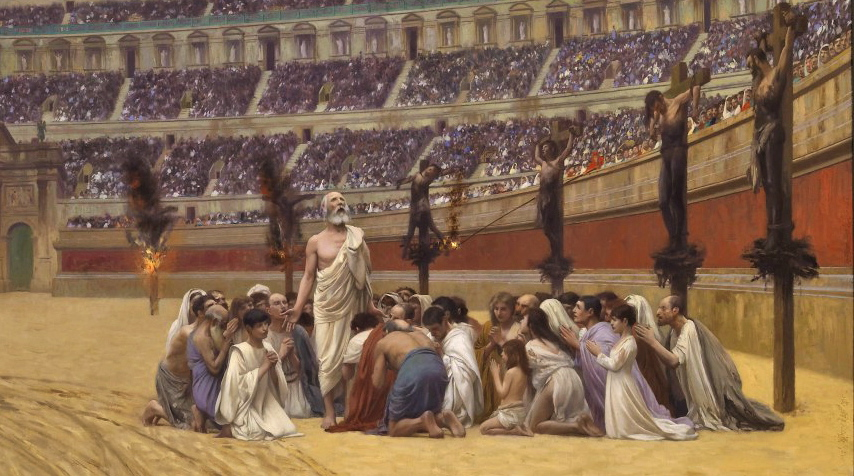
Dettaglio dei martiri.

Un gruppo di fedeli cristiani è radunato sulla pista e sono tutti inginocchiati tranne un anziano che guarda il cielo e rivolge in avanti i palmi delle mani. I cristiani pregano Dio per l'ultima volta prima di essere attaccati dai leoni e dalle tigri che stanno uscendo da una botola sotterranea (dove si trova la firma dell'autore). Altri cristiani sono crocifissi ai bordi dell'arena e ricoperti di pece che viene fatta bruciare da una persona tra i gradini. La tensione drammatica è aumentata da queste croci che prendono fuoco l'una dopo l'altra, in un supplizio che poco a poco si avvicina ai martiri in preghiera.

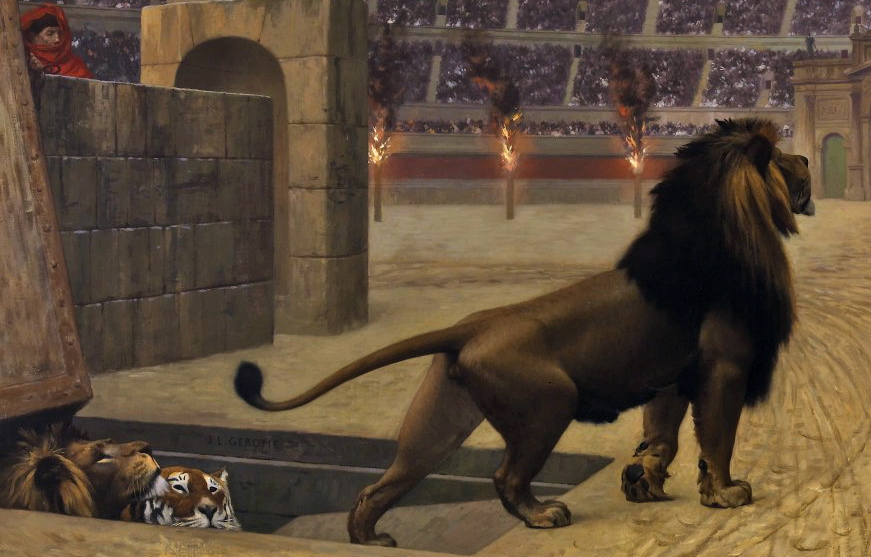
Dettaglio delle fiere. Notare la firma dell'artista.

Il primo leone entrato nell'arena è come sospeso, perché sta fermo e contempla i cristiani. Il felino non si getta subito sulle sue vittime per farle a pezzi. Il pubblico contemporaneo di Gérôme ricordava i racconti di alcuni cristiani condannati che non erano stati sbranati dalle bestie, sotto l'effetto della potenza divina. L'addestratore delle fiere si trova dietro la spina. 

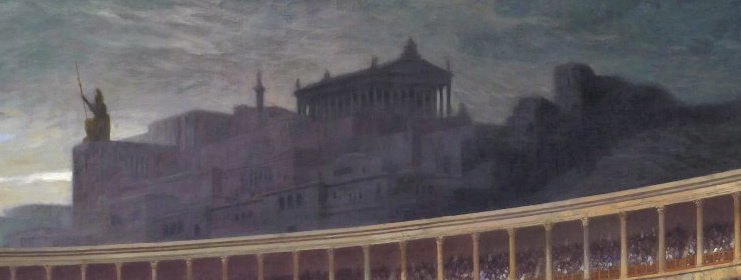
Dettaglio del tempio.

Sullo sfondo si trova una collina sormontata da un tempio con una statua colossale, un'ambientazione di sicuro più vicina all'Acropoli ateniese che al Campidoglio di Roma. Il Campidoglio è il simbolo della potenza romana e il tempio sulla sua cima è certamente quello di Giove, che evoca la potenza dell'antica religione pagana in confronto alla debolezza dei martiri e della loro religione nata da poco.
Focalizzando il punto di vista sulla pista del circo, lo spettatore si trova allo stesso livello dei martiri, anche se non fa parte del loro gruppo, e non tra i gradini degli spettatori romani che contemplano la condanna a morte. Questo punto di vista ha un significato profondo, perché porta lo spettatore ad assimilarsi ai martiri.

## Curiosità
L'opera di Gérôme ricorda il dipinto Le fiaccole di Nerone (Pochodnie Nerona), realizzato da Henryk Siemiradzki nel 1876, avente come tema principale il rogo dei cristiani nei giardini dell'imperatore Nerone.